# Гійом-Антуан Дельфо
Гійом-Антуан Дельфо або Гійом Дельфо (фр. Guillaume-Antoine Delfaud / Guillaume Delfau; 5 квітня 1733, Даглан, Дордонь — 3 вересня 1792, Париж) — французький єзуїт. Обраний депутатом духовенства до Генеральних штатів 1789 р. На початку Французької революції підтримав цивільний устрій духовенства, але пізніше став його противником. Заарештований, вбитий у в'язниці. Визнаний мучеником і блаженним католицькою церквою.
Перед обранням депутатом був архіпресвітером Даглана. Обраний депутатом духовенства до Генеральних штатів 1789 від бальяжу Перигор.
Був на посаді депутата з 24 березня 1789 до 30 вересня 1791. Входив до парламентської меншості, мало підтримував реформи. Не був на видноті, його ім'я не згадується в стенограмах парламентських дебатів у газеті Le Moniteur universel.
Інтернований у Парижі після повстання 10 серпня 1792 року. Убитий у в'язниці 3 вересня 1792 під час Вересневої різанини.